# Hrvatska ženska kadetska rukometna reprezentacija
Hrvatska ženska kadetska rukometna reprezentacija predstavlja Hrvatsku u natjecanjima ženskog rukometa do 17 godina starosti igračica. Pod upravom je Hrvatskoga rukometnog saveza. Najveći uspjeh je srebro na Europskom prvenstvu 2025. u Crnoj Gori.
Ekipa je bila dvaput četvrta na Europskim prvenstvima (2001. i 2023.), a najbolji uspjeh na Svjetskim prvenstvima je sedmo mjesto (2024.).

## Postignuća

### Europska prvenstva
- 2001. 4. mjesto
- 2011. 9. mjesto
- 2015. 6. mjesto
- 2017. 13. mjesto
- 2019. 14. mjesto
- 2021. 5. mjesto
- 2023. 4. mjesto
- 2025. srebro[1]

### Svjetska prvenstva
- 2012. 14. mjesto
- 2014. 10. mjesto
- 2016. 8. mjesto
- 2018. 12. mjesto
- 2020. kvalificirane, no turnir je otkazan
- 2022. 11. mjesto
- 2024. 7. mjesto

## Povezano
- Hrvatska kadetska rukometna reprezentacija